# Mig Greengard
Michael "Mig" Greengard, (nascut el 9 de juny de 1969 a Nord de Califòrnia, EUA) és un escriptor i periodista d'escacs estatunidenc que resideix a Nova York. Greengard també manté la versió anglesa oficial del lloc web de la coalició russa pro-democràcia L'Altra Rússia.

## Periodisme
La columna online de Greengard "Mig on Chess" es va publicar entre 1997 i 1999 a The Week in Chess. Posteriorment, va continuar escrivint columnes per ChessBase i Chess Cafe. El seu lloc web chessninja.com website compta amb un popular bloc d'escacs, "The Daily Dirt", on habitualment s'hi publiquen comentaris de Garri Kaspàrov. Ofereix també comentaris d'àudio dels principals torneigs d'escacs a Chess.FM d'Internet Chess Club. Va tenir l'exclusiva d'una important entrevista amb Vladímir Kràmnik el 16 de desembre de 2002. Va ser àmpliament citat com a comentarista al matx Garri Kaspàrov vs. X3D Fritz el novembre de 2003.
Greengard fou vicepresident de continguts de Kasparov Chess Online i editor en cap de kasparovchess.com des de 1999 fins que el lloc web va desaparèixer, el 2002.
Des de 1999 Greengard ha treballat amb l'excampió mundial d'escacs Garri Kaspàrov, a més de ser l'editor de la pàgina web oficial en anglès del partit polític de Kaspàrov, L'Altra Rússia. Va col·laborar amb en Kaspàrov al seu llibre de 2007 How Life Imitates Chess, actuant de fet com a negre.

## Pel·lícula
Greengard va prendre part al documental de 2003 Game Over: Kasparov and the Machine.

## Premi
Greengard fou nominat Periodista d'escacs de l'any, per l'organització Chess Journalists of America, pel 2006-07.